# Јелашница (Нишка Бања)
Јелашница је насељено место у градској општини Нишка Бања на подручју града Ниша у Нишавском округу. Према попису из 2022. било је 1306 становника (према попису из 1991. било је 1724 становника).

## Географија
У близини се налази специјални резерват природе Јелашничка клисура.

## Историја
На месту Бара, недалеко од Јелашнице, код ушћа Јелашничке реке (Студене) у Нишаву, откривен је и делимично археолошки истражен вишеслојни локалитет који обухвата праисторијско насеље из старијег и млађег гвозденог доба, као и римску вилу рустику, из античког доба.
Према турском попису нахије Ниш из 1516. године, место је било једно од 111 села нахије и носило је исти назив као данас, а имало је 62 куће, 3 удовичка домаћинства, 15 самачка домаћинства. Те године је било Влашко село.
Пре ослобођења ту праве школе није било. Само би општински писар окупио децу у општинској кући и учио их читању и писању. Плаћали су га родитељи посредно кроз општински прирез.
У Јелашници је радио рудник мрког угља са мањим прекидима током ратова од 1908. године до 1968. године. За транспорт угља коришћена је локомотива и воз уског колосека. Локомотива је популарно названа “Баба Милка” и после затварања налазила се у парку Чаир за играње деце да би се после реновирања нашла на тргу Трг краља Александра Ујединитеља у Нишу.
Овде се налази Црква светих апостола Петра и Павла у Јелашници.

## Саобраћај
До Јелашнице се може доћи приградским линијама 19 ПАС Ниш - Нишка Бања - Јелашница - Куновица - Банцарево, линијом 21 ПАС Ниш - Нишка Бања - Јелашница - Чукљеник - Доња Студена - Горња Студена и линијом 21Л ПАС Ниш - Нишка Бања - Јелашница.

## Демографија
У насељу Јелашница живи 1313 пунолетних становника, а просечна старост становништва износи 45,2 година (45,0 код мушкараца и 45,5 код жена). У насељу има 508 домаћинства, а просечан број чланова по домаћинству је 2,57.
Ово насеље је великим делом насељено Србима (према попису из 2002. године), а у последња три пописа, примећен је пад у броју становника.
Интересантно је да је после затварања рудника "Јелашница" дошло до наглог смањења броја становника али да се средином седамдесетих број становника "усталио". Од тада је смањење броја становника много мање него у многим другим селима Србије. Узроке треба тражити у томе да се ранијих година један број становника бавио виноградарством (винарством) а да сада велики број становника ради у Нишу и Нишкој бањи и путује до посла и натраг. Овоме погодује близина Нишке Бање (неколико километара) и Ниша (мање од десет километара до предграђа. Задњих година Јелашница је са својом непосредном околином постала својеврсно "викенд насеље".
|  |

| Демографија | Демографија | Демографија |
| Година      | Становника  | Становника  |
| ----------- | ----------- | ----------- |
| 1948.       | 1.817       |             |
| 1953.       | 2.078       |             |
| 1961.       | 2.347       |             |
| 1971.       | 1.853       |             |
| 1981.       | 1.771       |             |
| 1991.       | 1.724       | 1.705       |
| 2002.       | 1.695       | 1.709       |
| 2011.       | 1.590       |             |
| 2022.       | 1.306       |             |

| Етнички састав према попису из 2002.‍ | Етнички састав према попису из 2002.‍ | Етнички састав према попису из 2002.‍ | Етнички састав према попису из 2002.‍ | Етнички састав према попису из 2002.‍ |
| ------------------------------------ | ------------------------------------ | ------------------------------------ | ------------------------------------ | ------------------------------------ |
|                                      |                                      |                                      |                                      |                                      |
| Срби                                 | Срби                                 |                                      | 1.627                                | 95,98%                               |
| Роми                                 | Роми                                 |                                      | 40                                   | 2,35%                                |
| Бугари                               | Бугари                               |                                      | 2                                    | 0,11%                                |
| Хрвати                               | Хрвати                               |                                      | 1                                    | 0,05%                                |
| Словенци                             | Словенци                             |                                      | 1                                    | 0,05%                                |
| Мађари                               | Мађари                               |                                      | 1                                    | 0,05%                                |
| Македонци                            | Македонци                            |                                      | 1                                    | 0,05%                                |
| Албанци                              | Албанци                              |                                      | 1                                    | 0,05%                                |
| Југословени                          | Југословени                          |                                      | 1                                    | 0,05%                                |
| непознато                            | непознато                            |                                      | 10                                   | 0,58%                                |

| Година пописа     | 1948. | 1953. | 1961. | 1971. | 1981. | 1991. | 2002. |
| ----------------- | ----- | ----- | ----- | ----- | ----- | ----- | ----- |
| Број домаћинстава | 469   | 521   | 703   | 502   | 539   | 529   | 594   |

| Број чланова      | 1   | 2   | 3  | 4   | 5  | 6  | 7 | 8 | 9 | 10 и више | Просек |
| ----------------- | --- | --- | -- | --- | -- | -- | - | - | - | --------- | ------ |
| Број домаћинстава | 115 | 169 | 99 | 139 | 49 | 19 | 3 | 0 | 1 | 0         | 2,85   |

| Пол    | Укупно | Неожењен/Неудата | Ожењен/Удата | Удовац/Удовица | Разведен/Разведена | Непознато |
| ------ | ------ | ---------------- | ------------ | -------------- | ------------------ | --------- |
| Мушки  | 727    | 211              | 459          | 46             | 8                  | 3         |
| Женски | 724    | 118              | 453          | 133            | 19                 | 1         |
| УКУПНО | 1.451  | 329              | 912          | 179            | 27                 | 4         |

| Пол    | Укупно                    | Пољопривреда, лов и шумарство | Рибарство                            | Вађење руде и камена | Прерађивачка индустрија       |
| ------ | ------------------------- | ----------------------------- | ------------------------------------ | -------------------- | ----------------------------- |
| Мушки  | 327                       | 11                            | 0                                    | 1                    | 106                           |
| Женски | 174                       | 11                            | 0                                    | 0                    | 48                            |
| УКУПНО | 501                       | 22                            | 0                                    | 1                    | 154                           |
| Пол    | Производња и снабдевање   | Грађевинарство                | Трговина                             | Хотели и ресторани   | Саобраћај, складиштење и везе |
| Мушки  | 8                         | 25                            | 29                                   | 7                    | 46                            |
| Женски | 3                         | 3                             | 25                                   | 8                    | 3                             |
| УКУПНО | 11                        | 28                            | 54                                   | 15                   | 49                            |
| Пол    | Финансијско посредовање   | Некретнине                    | Државна управа и одбрана             | Образовање           | Здравствени и социјални рад   |
| Мушки  | 0                         | 6                             | 25                                   | 11                   | 16                            |
| Женски | 0                         | 8                             | 3                                    | 12                   | 41                            |
| УКУПНО | 0                         | 14                            | 28                                   | 23                   | 57                            |
| Пол    | Остале услужне активности | Приватна домаћинства          | Екстериторијалне организације и тела | Непознато            | Непознато                     |
| Мушки  | 13                        | 0                             | 0                                    | 23                   | 23                            |
| Женски | 2                         | 0                             | 0                                    | 7                    | 7                             |
| УКУПНО | 15                        | 0                             | 0                                    | 30                   | 30                            |

## Споменици културе
- Црква Светог Апостола Петра и Павла - подигнут je 1870. године. У време изградње био је на брду изнад села, док је данас окружен насељем. На плочи десно од улаза у храм стоји плоча са натписом: „Храм светих Апостола Петра и Павла подигнут трудољубљем сељана села Јелашнице 1870. године."
- Споменик борцима у Првом светском рату - у самом улазу у село, одмах уз главни пут, на брдашцу налази се споменик посвећен борцима које су животе дали у Првом светском рату (1912 - 1918 године). До самог споменика, води бетонска стаза. На самом споменику налази се мермерна плоча са именима и презименима особа које су животе дали током ових борби. Споменику је потребна рестаурација како би се сачувао за наредне генерације.

## Галерија
- Поглед на Јелашницу
јануара 2012. године
- Јелашничка клисура
- Јелашница и поглед
на Суву планину
- Јелашница 2012. године
Изградња аутопута А4
- Јелашница зими
- Остатак некадашње металостругарске радње

- Споменик палим борцима у Првом светском рату

- Локомотива Баба Милка која је коришћена у руднику Јелашница